# Флорида Оесте
Флорида Оесте (на испански: Florida Oeste) е селище в източна Аржентина, част от провинция Буенос Айрес. Населението му е около 28 000 души (2001).
Разположено е на 13 метра надморска височина в Лаплатската низина, на 5 километра югозападно от брега на Ла Плата и на 15 километра северозападно от центъра на Буенос Айрес. Основано е през 1913 година около създадена малко по-рано железопътна спирка, а днес е промишлено и жилищно предградие на Буенос Айрес.

## Известни личности
Родени във Флорида Оесте
- Марио Бунге (1919 – 2020), философ